# Everytime We Touch
Az Everytime We Touch a Cascada nevű német formáció első stúdióalbuma.

## Kislemezek
- Bad Boy (2004. augusztus 31.)
- Miracle (2004. november 23.)
- Everytime We Touch (2005. augusztus 16.)
- How Do You Do! (2005. szeptember 30.)
- Truly Madly Deeply (2006. január 31.)
- A Neverending Dream (2006. március 4.)
- Ready for Love (2006. szeptember 16.)

## Zeneszámok
1. Everytime We Touch
2. How Do You Do
3. Bad Boy
4. Miracle
5. Another You
6. Ready for Love
7. Can’t Stop the Rain
8. Kids in America
9. A Neverending Dream
10. Truly Madly Deeply
11. One More Night
12. Wouldn’t It Be Good
13. Love Again
14. Truly Madly Deeply (fast version)
15. Everytime We Touch (slow version)

## Helyezések
Az album 2006. február 21-én a top 10-be került az amerikai slágerlistán. Ez korábban még német csapatnak nem sikerült. Az Az Everytime We Touch csaknem kétmillió példányban kelt el, és dupla platinalemez lett. 2006 augusztusában a Cascada elérte a brit listán a 2. helyet, Írországban az elsőt. Svédországban a dal dupla platina minősítést kapott, és az egyik legsikeresebb dal lett a svéd listák történelmében. 2007. január 5-én a dalt Németországban is megjelentette az Universal kiadó, és itt is a Top 10-be jutott. 2007 februárjában újra kiadták.
Helyezések:
- Ausztria: 71
- USA: 67

## Kapcsolódó albumok
- Everytime we touch (new)
- Everytime we touch (new remixes[1])